# بيلا كون
بيلا كون (بالمجرية: Béla Kun)؛ سياسي شيوعي مجري وثوري بلشفي ناشط في الأممية الثالثة، ولد في 20 فبراير 1886 في ستسيلاغشيسي (امبراطورية النمسا-المجر، رومانيا اليوم). أسس الحزب الشيوعي المجري عام 1918 وقاد الجمهورية المجرية السوفيتية سنة 1919. أعدم في الاتحاد السوفيتي في 29 أغسطس 1938، وحسب مصادر أخرى مات في السجن في 30 نوفمبر 1939.

## نشأته وتعليمه
ولد بيلا كون لعائلة يهودية في قرية مدينة ستسيلاغيشي (بالمجرية: Szilágycseh) في الامبراطورية النمساوية المجرية (اليوم سيو سلفاني (بالرومانية: Cehu Silvaniei) في رومانيا)، وتلقى تعليمه المدرسي في الكلية الكالفينية في زالاو (رومانيا اليوم) ثم درس الحقوق لعدة سنوات في جامعة فرانس يوزيف في كولوسفار (اليوم كولوج نابوكا، رومانيا) حيث بدأ نشاطه السياسي في صفوف الاشتراكيين الديمقراطيين، ولكنه لم يتم دراسته وتوجه ابتداء من العام 1905 إلى الصحافة حيث بدأ يكتب في صحيفة محلية (بالمجرية: Koloszvári Friss Úsjág) التي كانت تطالب باستقلال المجر عن النمسا.(ص.2-12)

## النشاط الصحافي والنقابي
انتقل بعد ذلك إلى مدينة ناغيفاراد (اليوم اوراديا، رومانيا) للعمل في صحيفة تجارية محافظة، ولكنه واصل نشاطه مع الاشتراكيين الديمقراطيين وأصدر صحيفة باسم «إلى الأمام» (بالمجرية: Elöre) واعتقل عام 1907 بعد إضرابات عمالية واشتباكات جرت هناك بتهمة التحريض وسجن لستة أشهر. بعد خروجه من السجن عاد إلى كولوسفار وعمل في مؤسسة ضمان اجتماعي نقابية للعمال وتزوج هناك من إيرينا غال وأصبح في سن الخامسة وعشرين مديرا لشركة تأمين في المدينة.(ص.13-32)

## بيلا كون وتأسيس الحزب الشيوعي المجري
مع اندلاع الحرب العالمية الأولى التحق كون بجيش النمسا-المجر. شارك في الاشتباكات الدامية عند نهر ستريبا سنة 1915 ورقي إلى رتبة لفتنانت. أسر لدى الروس في سبتمبر 1916 واحتجز في معسكر تومسك في سيبيريا.(ص.37-40) في تومسك تعرف إلى الاشتراكي الديمقراطي المجري يوزيف رابينوفيتش وكان يتحرك في وسط اشتراكي عندما اندلعت الثورة الروسية عام 1917 ونظم نشاطات سياسية في أوساط أسرى الحرب ونشر مقالات في صحف قريبة من البلاشفة. بعد الثورة البلشفية في أواخر العام انتقل في ديسمبر إلى بتروغراد وانضم إلى الحزب الشيوعي الروسي.(ص.41-49) هناك تعرف إلى لينين وقادة البلاشفة ونشط في العمل الصحفي. نشط كون في مجال الدعاية في أوساط أسرى الحرب المجريين فأصدر كون كذلك مجلة «اشتراكيون أمميون» الناطقة بالمجرية (بالمجرية: Nemzetközi Szocialista) الموجهة إلى أسرى الحرب الهنغار وكتب كذلك في مجلة «المشعل» (بالألمانية: Die Fackel) الموجهة إلى أسرى الحرب الألمان، وكذلك في صحيفة برافدا، كما قاد وحدة مقاتلة من الجيش الأحمر المؤسس حديثا.(ص.50-53) نشر كون خلال العام 1918 ستة عشر مقالا موسعا في صحيفة البرافدا تناولت مواضيع أممية، وركزت على المسألة الهنغارية، ومع اندلاع الثورة في هنغاريا في أكتوبر 1918 أزدادت أهمية كون الذي كان يدعو إلى إقامة حكم مجالس عمالية على النموذج البلشفي، حيث شبه حكومة كارولي اللبرالية الناشئة بحكومة كيرنسكي في روسيا.
بلغ عدد الأسرى الهنغار لدى روسيا ال500 ألف، قاتل منهم ابتداء من العام 1917 ما يقارب ال100 ألف في صفوف الجيش الاحمر في الثورة البلشفية والحرب الأهلية الروسية. وفي مارس 1918 تأسس داخل الحزب الشيوعي الروسي فرع هنغاري بقيادة بيلا كون، وتظهر مكانة كون والشيوعيين الهنغار في الحزب الشيوعي الروسي في ترؤس الهنغاريان كون وأندريه رودنيانسكي عام 1918 لفدرالية المجموعات الأجنبية في الاتحاد السوفيتي. بعد معاهدة برست ليتوفسك نظم كون حتى نوفمبر من نفس العام عودة 300 ألفا من أسرى الحرب الهنغار إلى بلادهم.
عاد كون إلى هنغاريا في نوفمبر 1918 بهدف الدعاية الشيوعية وتأسيس حزب شيوعي في بلاده، وحاول إقناع كارولي بضمه إلى حكومته مقابل توفير دعم عسكري سوفيتي للبلاد في مواجهة الأطماع الرومانية والتشيكوسلوفاكية. لم ينجح إقناع قادة الاشتراكية الديمقراطية كونفي وفيلتنر ولاندلر المشاركين في حكومة ميهال كارولي بانتزاع السلطة وإقامة حكومة بلشفية، إلا أنه لاقى صدى أفضل في صفوف المعارضة اليسارية داخل الحزب الاشتراكي الديمقراطي ومجموعات المثقفين الاشتراكيين، وأسس في 24 نوفمبر الحزب الشيوعي المجري.ركز على استمالة مجموعات محددة مثل الجنود العائدين الذين قارب عددهم المليون وكان جزء مهم منهم عاطلين عن العمل، وكذلك النقابات العمالية، خاصة في المنطقة المحيطة بالعاصمة، وتواصل مع المجموعات القومية المختلفة. نجح كون خلال بضعة أشهر بتأسيس منظمة حزبية وشبكة من التحالفات.(ص.90-92) في 30 نوفمبر تأسس اتحاد وطني للشباب العمالي ضم 150.000 عضوا، وبعده بأسبوع ظهرت صحيفة الحزب «الراية الحمراء» (بالمجرية: Vörös Usjag). طالب الحزب الشيوعي بتأميم الصناعات الأهمّ وملكيات الأراضي الكبرى وبسيطرة المجالس العمالية مستلهما النموذج البلشفي الروسي، وتوفرت له قاعدة دعم قوية في صفوف 100.000 عاطل عن العمل وكذلك بين الجنود والضباط المسرّحين (حوالي 20.000)، ومع نهاية العام توفرت لدى الحزب منظمات محلية وعمالية في بودابست ومحيطها بلغ عدد أعضائها ال35.000، سيطرت على جزء مهم من المجالس العمالية ونظّمت إعادة توزيع الأراضي.(ص.31-32)
في مطلع 1919 بدأ الاحتكاك مع الحكومة الهنغارية مع محاولات العمال الشيوعيين الاستيلاء على مصانع كبرى ومناجم، قادت بعضها إلى قمع مسلح وإعدامات نفذتها قوات الحكومة. اعتقل كون وتعرض للتعذيب في 20 فبراير 1919 بعد مظاهرة للعاطلين عن العمل نظمها الشيوعيون أمام مقر صحيفة الحزب الاشتراكي الديمقراطي تطورت إلى اشتباك سقط فيه قتلى. نظم الاشتراكيون الديمقراطيون في اليوم التالي مظاهرة حاشدة تندد بالشيوعيين، ولكن إشاعات عن مقتل كون على يد رجال الشرطة حولتها إلى تظاهرة تعاطف مع كون أجبرت الحكومة على الاعتراف به سجينا سياسيا.ورغم اعتقال كون على يد الحكومة في فبراير 1919 والحكم عليه في 3 مارس 1919 بتهمة التآمر ضد الجمهورية، واصل كون من السجن تنظيم الحزب وأعمال الدعاية، ومن السجن أدار بنجاح المعركة الإعلامية مع الاشتراكيين الديمقراطيين.(ص.107-119، 122)

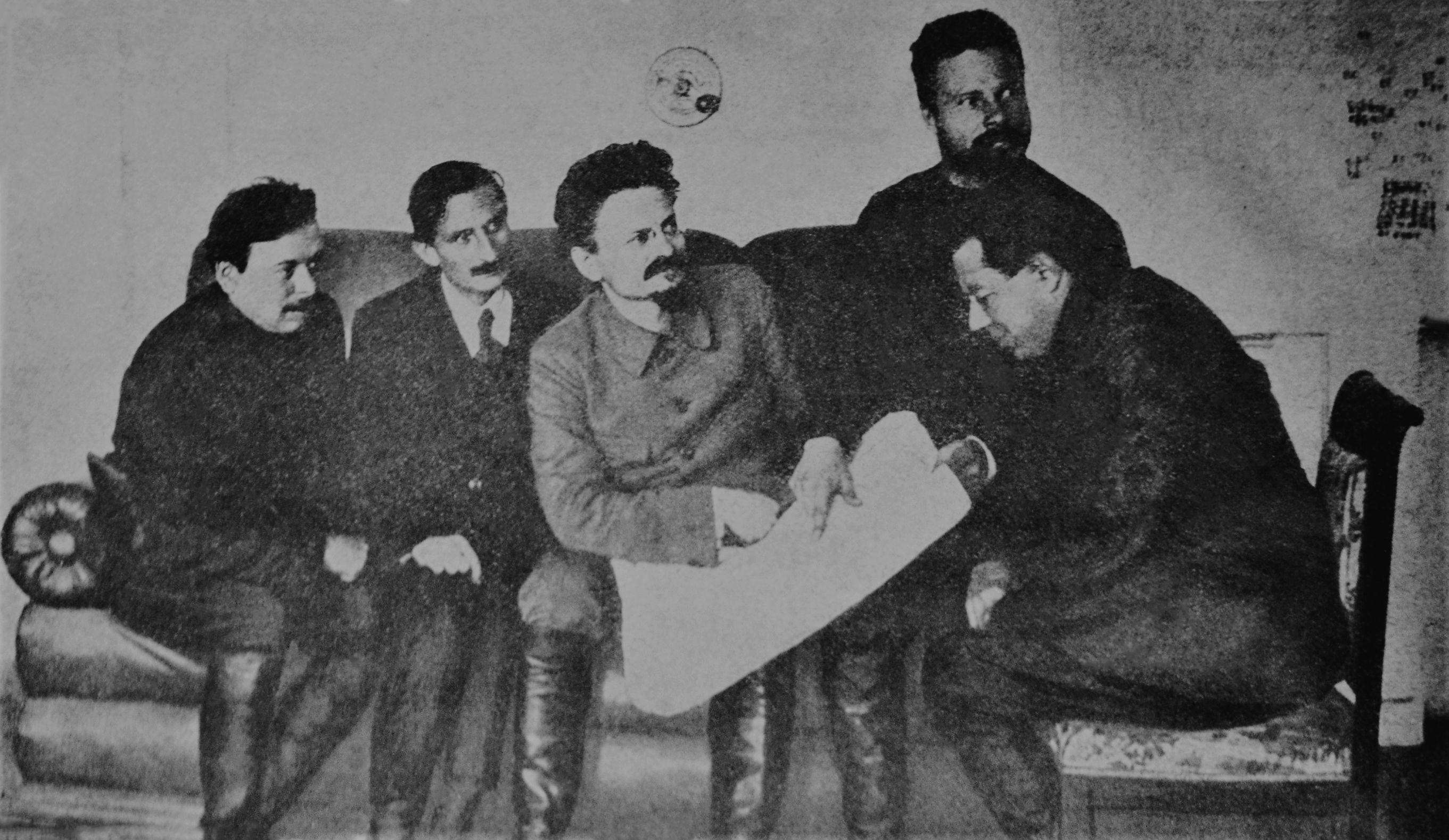
من اليمين: بيلا كون، جاك سادول، ليو تروتسكي، ميخائيل فرونزه، سيرغي غوسيف في مدينة خاركوف في أوكرانيا أثناء الحرب الأهلية الروسية عام 1920

## بيلا كون وجمهورية المجر السوفيتية
استقالت حكومة كارولي بعد المطالب بتنازلات اقليمية كبيرة التي وجهها مؤتمر الصلح في باريس، وتوجه الاشتراكيون الديمقراطيون إلى التحالف مع الشيوعيين والموافقة على مطالبهم بإقامة دكتاتورية البروليتاريا، وهو ما وافق عليه كون من سجنه قبل أن يطلق سراحه. في 21 مارس 1919. تشكلت حكومة جديدة ترأسها الاشتراكي غارباي كان فيها كون مسؤولا عن شؤون الدفاع والخارجية التي كانت تعني في هذه المرحلة السلطة الفعلية في البلاد. توجب على كون الذي بنى تكتيكه السياسي إلى هذه اللحظة على مهاجمة الاشتراكيين الديمقراطيين وضرب مصداقيتهم، العمل على إقناع الشيوعيين بهذا التحالف الذي شكك فيه لينين نفسه في البداية، وبينما كان يحاول إقناع البلاشفة في موسكو بأن ما يجري في المجر هو ثورة بلشفية، كان يتوجب عليه كسب ثقة خصومه الاشتراكيين. في 26 مارس أعلن كون حل الحزب الشيوعي وتأسيس الحزب الاشتراكي الموحد(ص.139-143، 151-152).
سيطر الشيوعيون على برنامج الحكومة، وحاول كون إحداث تغييرات سياسية واجتماعية فورية في البلاد، فأمم الصناعة والزراعة والبنوك والشركات والملكيات الكبرى. عانت البلاد في هذه المرحلة الحافلة بالتغيرات من حالة من أزمة اقتصادية ونقص في الغذاء، فتراجعت شعبية الحكومة الشيوعية، فيما احتفظت بقاعدة مؤيدين في الطبقات العمالية في المدن الكبرى. تنامت سيطرة الشيوعيين على الحكومة على حساب الاشتراكيين، وازداد اعتماد كون من أجل فرض سلطة الدولة في هذه المرحلة على القوات المسلحة. واجهت المجر حرب تدخل شنها جيرانها، رومانيا التي بلغت قواتها في منتصف أبريل نهر التيسا، والجمهورية التشيكية التي بدأت هجومها في آخر أبريل. في المرحلة الأولى في أبريل 1919 كان كون يميل إلى التفاؤل بدعم عسكري من السوفيت الذين اقتربوا من حدود رومانيا، كما قامت في ألمانيا جمهورية بافاريا السوفيتية التي تأثرت بما يجري في المجر. تضاءلت هذه الآمل مع نهاية أبريل بتراجع البلاشفة وسقوط جمهورية بافاريا. وبينما عبرت المسيرات المليونية في احتفالات عيد العمال في بودابست عن الجمهورية السوفيتية في ذروتها، كان كون في زيارة سرية إلى فيينا حاول فيها تأمين انسحاب آمن ولجوء سياسي له ولأعضاء حكومته.(ص.154-158)
في ربيع 1919 أسس كون الجيش الأحمر الهنغاري وشن هجوما على تشيكوسلوفاكيا من أجل استعادة سلوفاكيا منها، التي كانت تعتبر جزءا من الشق المجري من دولة النمسا-المجر السابقة، ولكنه أجبر على الانحساب منها في يونيو بعد إنذارين من لويد جورج وكليمنصو. حاول كون كسب الوقت بقبول إنذار الحلفاء وابداء استعداد للتفاوض، ولكن هذا الموقف كلفه فقدان حلفاء في المعسكر الوطني اعتبروا ما يجري تفريطا بالأراضي المجرية، وتسبب بحالة تراجع عامة في المعنويات وتمردات قمعها كون بقسوة.كذلك واجهت حكومة كون ثورة مضادة اندلعت في جنوب البلاد بقيادة الأدميرال السابق ميكلوش هورتي وبدعم من فرنسا، وتمكنت في البداية من هزيمتها إلى أن هزمت قواتها أمام جيش رومانيا الذي عبر التيسا. في 1 أغسطس رضخت حكومة كون لمطالب الحلفاء وحلت دولة المجالس، وأعلن كون في خطاب رسمي فشل تجربة دكتاتورية البروليتايا في المجؤ، وغادر البلاد سراإلى النمسا حيث وضع مع أتباعه تحت الإقامة الجبرية إلى أن تمكن من الفرار عام 1920 وعاد إلى الاتحاد السوفيتي.(ص.198-204)
ودخل بودابست في أغسطس 1919 لتسلمها لاحقا إلى حكومة الثورة المضادة، وعاشت المجر بعد سقوط الجمهورية السوفيتية عقدين من الدكتاتورية العسكرية بقيادة ميكلوش هورتي، التي أقامت حكم إرهاب من اجل استئصال الحركة الاشتراكية في البلاد، وخسرت المجر مناطق واسعة استولت عليها دول الجوار.

## بيلا كون في المنفى
في الاتحاد السوفيتي شارك كون في الحرب الأهلية الروسية وفي التصدي لحرب التدخل، ونشط في صفوف الأممية الثالثة. في مارس 1921 أرسل إلى مقاطعة ساكسونيا في ألمانيا لإشعال الثورة هناك، وأرسل كذلك إلى فيينا من أجل العمل على تنظيم المعارضة الاشتراكية الهنغارية لحكم هورتي. بعد فشل هذه المحاولات عاد كون إلى موسكو.

## وفاته
أعتقل كون في يونيه 1937 في حملة التطهيرات التي شنها ستالين في صفوف الحزب وكوادر الدولة وأعدم في موسكو في 29 أغسطس 1937، وتقول بعض الروايات أنه مات في السجن في 30 نوفمبر 1939. لاحقا أعيد له الاعتبار في الاتحاد السوفيتي في الستينيات، في فترة حكم خروتشوف.

## روابط خارجية
- بيلا كون على موقع الموسوعة البريطانية (الإنجليزية)
- بيلا كون على موقع مونزينجر (الألمانية)